# بحث جورج عن الكنز الكوني
بحث جورج عن الكنز الكوني (بالإنجليزية: George's Cosmic Treasure Hunt)‏ هو كتاب أطفال صدر عام 2009 لعالم الفيزياء ستيفن وابنته لوسي هوكينج.
يروي الكتاب قصة جورج وآنين عالمي كون مبتدئين؛ وهو بمثابة تتمة للكتاب الصادر عام 2007 تحت عنوان مفتاح جورج السري للكون لنفس الكاتبين، ثم تلاه كتاب جورج والانفجار العظيم الذي صدر عام 2011 وجورج والترميز غير القابل للكسر الصادر في 2014 ثم جورج والقمر الأزرق الذي نُشر عام 2016.

## وصلات خارجية
- ملخص القصة